# Janov CFC
Genoa Cricket and Football Club, zkráceně jen Janov je italský fotbalový klub hrající v sezóně 2025/26 v 1. italské fotbalové lize sídlící ve městě Janov v regionu Ligurie.
Klub byl založen v roce 1893 a je nejdéle žijícím ze stále aktivních italských klubů a také jedním z nejslavnějších, který se může pochlubit devíti mistrovskými tituly, i když ten poslední je ze sezony 1923/24. Až v roce 1958 jej překonal Juventus v počtu titulů a poté i Inter (1965) a Milán (1979). Vyhrál také jednou Italský pohár (1936/37) a také se dělí se šesti tituly s Atalantou ve druhé lize. Také se zúčastnil pěti turnaji o Středoevropský pohár a dvakrát si zahrál evropských pohárech (1991/92-semifinále a 2009/10.
Hlavní přezdívka klubu je Grifone, podle okřídleného draka jenž je i ve znaku klubu.

## Změny názvu klubu
- 1893 – 1898 – Janov CAC (Genoa Cricket and Athletic Club)
- 1899 – 1927/28 – Janov CFC (Genoa Cricket and Football Club)
- 1928/29 – 1934/35 – Janov 1893 CC (Genova 1893 Circolo del Calcio)
- 1935/36 – 1944/45 – AC Janov 1893 (Associazione Calcio Genova 1893)
- 1945/46 – 1966/67 – Janov CFC (Genoa Cricket and Football Club)
- 1967/68 – 1997/98 – Janov 1893 (Genoa 1893)
- 1998/99 – Janov CFC (Genoa Cricket and Football Club)

## Získané trofeje

### Vyhrané domácí soutěže
- 1. italská liga (9×)

1898, 1899, 1900, 1902, 1903, 1904, 1914/15, 1922/23, 1923/24
- 2. italská liga (6×)

1934/35, 1952/53, 1961/62, 1972/73, 1975/76, 1988/89
- 3. italská liga (1×)

1970/71
- Italský pohár (1×)

1936/37

#### Medailové umístění
| Medaile umístění | Sezona                                                        |
| ---------------- | ------------------------------------------------------------- |
| Serie A          | 1898, 1899, 1900, 1902, 1903, 1904, 1914/15, 1922/23, 1923/24 |
| Serie A          | 1901, 1905, 1927/28 1929/30                                   |
| Serie A          | 1906, 1937/38                                                 |
| Italský pohár    | 1936/37                                                       |
| Italský pohár    | 1939/40                                                       |

## Soupiska
Aktuální k 3. 2. 2025
| Číslo |             | Pozice | Hráč                |
| ----- | ----------- | ------ | ------------------- |
| 1     | Itálie      | B      | Nicola Leali        |
| 2     | Norsko      | Z      | Morten Thorsby      |
| 3     | Španělsko   | O      | Aarón Martín        |
| 4     | Belgie      | O      | Koni De Winter      |
| 5     | Kamerun     | Z      | Jean Onana          |
| 9     | Portugalsko | Ú      | Vitinha             |
| 10    | Brazílie    | Ú      | Junior Messias      |
| 13    | Itálie      | O      | Mattia Bani         |
| 15    | Anglie      | O      | Brooke Norton-Cuffy |
| 17    | Ukrajina    | Z      | Ruslan Malinovs'kyj |
| 18    | Ghana       | Ú      | Caleb Ekuban        |
| 19    | Itálie      | Ú      | Andrea Pinamonti    |
| 20    | Itálie      | O      | Stefano Sabelli     |
| 21    | Itálie      | Ú      | Jeff Ekhator        |
| 22    | Mexiko      | O      | Johan Vásquez       |

| Číslo |                   | Pozice | Hráč                   |
| ----- | ----------------- | ------ | ---------------------- |
| 23    | Itálie            | Z      | Fabio Miretti          |
| 30    | Paraguay          | Ú      | Hugo Cuenca            |
| 31    | Švýcarsko         | B      | Benjamin Siegrist      |
| 32    | Dánsko            | Z      | Morten Frendrup        |
| 33    | Uruguay           | O      | Alan Matturro          |
| 34    | Dánsko            | O      | Sebastian Otoa         |
| 39    | Itálie            | B      | Daniele Sommariva      |
| 45    | Itálie            | Ú      | Mario Balotelli        |
| 47    | Chorvatsko        | Z      | Milan Badelj (kapitán) |
| 53    | Izrael            | Z      | Lior Kasa              |
| 59    | Itálie            | O      | Alessandro Zanoli      |
| 69    | Itálie            | O      | Honest Ahanor          |
| 70    | Pobřeží slonoviny | Ú      | Maxwel Cornet          |
| 73    | Itálie            | Z      | Patrizio Masini        |

## Historie
Klub byl založen 7. září 1893 jako Genoa Cricket and Athletic Club britskými konzuly královny Viktorie. V roce 1896 nastupuje do klubu James Spensleys a díky něj jsou do klubu přijati i Italové. S Spensleyse se stal hráč, trenér i rozhodčí. První titul získal v prvním oficiálním ročníku Italské ligy, který se konal v jeden den v roce 1898. Ve finále porazil v prodloužení Inter Turín 2:1. Dne 2. ledna roku 1899 se klub přejmenoval na fotbal zaměřený Genoa Cricket and Football Club a s novým názvem obhájil titul v roce 1899, když opět porazil ve finále Inter Turín 3:1. Jeho dominance byla úspěšná i ročnících 1900, 1902, 1903 a 1904. Na sedmý titul si klub počkal na sezonu 1914/15. Další tituly přišly dvakrát po sobě v sezonách  1922/23 a 1923/24. Nejblíže k dalšímu titulu měl v první sezoně pod názvem Serie A a to 1929/30, když skončil na 2. místě. V sezoně 1933/34 přišel první sestup do 2. ligy, který v následujícím roce vyhrál a vrátil se zpět. To se již klub přejmenoval na Associazione Calcio Genova 1893. O dva roky později vyhrál první Italský pohár (a dosud také jediný). O Středoevropský pohár hrály nejlépe v ročníku 1938, když došly do semifinále.
Po 2. světové válce se vrátil k názvu Genoa Cricket and Football Club, jenže do sezony 1959/60 bylo nejlepším umístění 7. místo (1948/49) a dvakrát sestoupilo (1950/51, 1959/60). V 60. letech 20. století hrál tři sezony v nejvyšší lize, jenže v sezoně 1969/70 když hrál 2. ligu, umístil se na 20. místě a poprvé sestoupil do 3. ligy. Zde odehrál jednu sezonu, kterou ovládl a dokonce se na sezonu 1973/74 vrátil do Serie A. Jenže i 70. letech  byla špatná a hrál v nejvyšší lize tři sezony. Dokonce i 80. letech se klubu nedařilo i když od sezony 1988/89 přišel zlom, v podobě vítězství ve 2. lize, v následujícím roce postoupil do finále Středoevropského poháru, kde prohrál s Bari 0:1. Nejlepšího umístění v lize, od doby co se umístil na 4. místě v sezoně 1941/42, klub dosáhl 1990/91, když skončili opět na 4. místě i díky 15 brankám Aguileriho a Skuhravého. Zajistili si hraní v pohár UEFA, ve kterém dokráčeli do semifinále, kde prohráli s Ajaxem 2:3 a 1:1. Jenže v lize se klub trápil s umísťoval se na spodních místech tabulky, který vyvrcholil sestupem 1994/95.
Poté následuje 10 let hraní ve 2. lize, kde se nejlépe umístil na 5. místě (1996/97) a mohlo být hůře, když v sezoně 2002/03 skončil na sestupovém 18. místě a jen díky administrativě zůstal v soutěži. Nejhorší období v historii klubu bylo v sezoně 2004/05. Klub byl na prvním místě tabulky a měl postoupit do nejvyšší ligy. Jenže po skončení sezony vyšlo najevo že klub podplácel. Soud klubu nařídil sestup do 3. ligy + odečet 3 bodů v sezoně 2005/2006.. Ve 3. lize vyhrál play off a zajistil si postup. V následující sezoně skončil na postupovém 3. místě a po 13 letech se vrátil do nejvyšší ligy. V sezoně 2014/15 obsadil 6. místo s postoupil do Evropské ligy. Jenže UEFA jim neudělila licenci. V sezoně 2021/21 skončil na sestupovém 19. místě a po 15 letech se vrátil do 2. ligy.
Nejvyšší soutěž hrál celkem v 85 sezonách (nejdéle 34 sezon po sobě od 1898 až 1933/34) a ve 2. lize klub odehrál 34 sezon a šestkrát ji vyhrál.

## Účast v ligách
| Úroveň soutěže | Název soutěže (nynější název) | První hraná sezona | Poslední hraná sezona | celkem odehraných sezon |
| -------------- | ----------------------------- | ------------------ | --------------------- | ----------------------- |
| 1              | Serie A                       | 1898               | 2025/26               | 86                      |
| 2              | Serie B                       | 1934/35            | 2022/23               | 34                      |
| 3              | Serie C                       | 1970/71            | 2005/06               | 2                       |

Historická tabulka Serie A od sezony 1929/30 do 2024/25.
| Celkové místo | Odehraných sezon | Celkem bodů | Celkem zápasů | Celkem výher | Celkem remíz | Celkem proher | Celkové skore |
| ------------- | ---------------- | ----------- | ------------- | ------------ | ------------ | ------------- | ------------- |
| 13            | 57               | 2001        | 1972          | 608          | 600          | 764           | 2430:2769     |

## Fotbalisté

### Historické statistiky
| Počet utkání | Počet utkání      | Počet utkání |  | Počet branek | Počet branek             | Počet branek |
| Pořadí       | Jméno             | Počet        |  | Pořadí       | Jméno                    | Počet        |
| 1.           | Gennaro Ruotolo   | 502          |  | 1.           | Edoardo Catto            | 89           |
| 2.           | Vincenzo Torrente | 455          |  | 2.           | Virgilio Felice Levratto | 85           |
| 3.           | Fosco Becattini   | 430          |  | 3.           | Cosimo Francioso         | 77           |
| 4.           | Amedeo Cattani    | 311          |  | 4.           | Roberto Pruzzo           | 68           |
| 5.           | Marco Rossi       | 298          |  | 5.           | Tomáš Skuhravý           | 67           |
| 6.           | Mario Bortolazzi  | 290          |  | 6.           | Diego Milito             | 60           |
| 7.           | Domenico Criscito | 279          |  | 7.           | Attilio Frizzi           | 58           |
| 8.           | Franco Rivara     | 263          |  | 8.           | Giorgio Dal Monte        | 51           |
| 9.           | Nicola Caricola   | 261          |  | 9.           | Marco Nappi              | 49           |
| 10.          | Claudio Onofri    | 252          |  | 10.          | Gastone Bean             | 48           |

### Rekordní přestupy
| Nákup  | Nákup              | Nákup     | Nákup         | Nákup           |  | Prodej | Prodej              | Prodej    | Prodej    | Prodej         |
| Pořadí | Jméno              | sezona    | klub          | částka          |  | Pořadí | Jméno               | sezona    | klub      | částka         |
| 1.     | Andrea Pinamonti   | 2020/2021 | Inter         | 19,5 mil. Euro  |  | 1.     | Krzysztof Piątek    | 2018/2019 | Milán     | 35 mil. Euro   |
| 2.     | Stefano Sturaro    | 2019/2020 | Juventus      | 16,5 mil. Euro  |  | 2.     | Cristian Romero     | 2019/2020 | Juventus  | 31,5 mil. Euro |
| 3.     | Mateo Retegui      | 2023/2024 | Tigre         | 15,25 mil. Euro |  | 3.     | Diego Milito        | 2009/2010 | Inter     | 28 mil. Euro   |
| 4.     | Robert Acquafresca | 2009/2010 | Inter         | 15 mil. Euro    |  | 4.     | Nicolò Rovella      | 2020/2021 | Juventus  | 26 mil. Euro   |
| 5.     | Diego Milito       | 2008/2009 | Real Zaragoza | 13 mil. Euro    |  | 5.     | Radu Drăgușin       | 2020/2021 | Tottenham | 25 mil. Euro   |
| 6.     | Manolo Portanova   | 2020/2021 | Juventus      | 12,25 mil. Euro |  | 6.     | Andrea Pinamonti    | 2020/2021 | Inter     | 21 mil. Euro   |
| 7.     | Andrea Favilli     | 2019/2020 | Juventus      | 12 mil. Euro    |  | 7.     | Mateo Retegui       | 2024/2025 | Atalanta  | 20,9 mil. Euro |
| 8.     | Domenico Criscito  | 2008/2009 | Juventus      | 11,5 mil. Euro  |  | 8.     | Pietro Pellegri     | 2017/2018 | AS Monaco | 20,9 mil. Euro |
| 9.     | Gianluca Lapadula  | 2018/2019 | Milán         | 11 mil. Euro    |  | 9.     | Stephan El Shaarawy | 2011/2012 | Milán     | 20,3 mil. Euro |
| 10.    | Koni De Winter     | 2024/2025 | Juventus      | 11 mil. Euro    |  | 10.    | Koni De Winter      | 2025/2026 | Milán     | 20 mil. Euro   |

### Vyřazená čísla
- 6  Gianluca Signorini – (1988–1995)[3]
- 7  Marco Rossi – (2003/04, 2005–2013)[3], medailista z ME 21 2000
- 12 na počest fanoušků, jako dvanáctý hráč[4]

### Síň slávy
U příležitosti 120. výročí klubu si fanoušci při hlasování vybrali 11 nejvíce oblíbených fotbalistů v historii klubu. Byli vybráni tito hráči.
- Giovanni De Prà (1921–1933)
- Gianluca Signorini (1988–1995)
- Vincenzo Torrente (1985–2000)
- Ottavio Barbieri (1919–1932)
- Branco (1990–1993)
- Gennaro Ruotolo (1988–2002)
- Mario Bortolazzi (1990–1998)
- Juan Carlos Verdeal (1946–1950))
- Carlos Alberto Aguilera (1989–1992)
- Roberto Pruzzo (1973–1978)
- Tomáš Skuhravý (1990–1996)

### Ocenění

#### Nejlepší střelec v lize
- Norman Victor Leaver – 1898 (2 branek)
- Attilio Frizzi – 1951/52 (20 branek)
- Roberto Pruzzo – 1975/76 (18 branek)
- Oscar Damiani – 1978/79 (17 branek)
- Cosimo Francioso – 1999/00 (24 branek)

### Na velkých turnajích

#### Vítězové MS
Jen dva hráči se staly mistry světa, když hrály za klub.
- Mario Genta (MS 1938)
- Mario Perazzolo (MS 1938)

#### Hráči na Mistrovství světa
- René Vandereycken (MS 1982)
- José Perdomo (MS 1990)
- Rubén Paz (MS 1990)
- Carlos Aguilera (MS 1990)
- Dan Petrescu (MS 1994)
- Imed Mhedhebi (MS 2002)
- Hassen Gabsi (MS 2002)
- Raouf Bouzaiene (MS 2002)
- Dante López (MS 2006)
- Sokratis Papastathopulos (MS 2010)
- Domenico Criscito (MS 2010)
- Salvatore Bocchetti (MS 2010)
- David Suazo (MS 2010)
- Šime Vrsaljko (MS 2014)
- Ioannis Fetfatzidis (MS 2014)
- Mattia Perin (MS 2014)
- Diego Laxalt (MS 2018)
- Oscar Hiljemark (MS 2018)

#### Hráči na Mistrovství Evropy
- Marco Borriello (ME 2008)
- Miguel Veloso (ME 2012 )
- Andreas Granqvist (ME 2012)
- Blerim Džemaili (ME 2016)
- Goran Pandev (ME 2020)
- Milan Badelj (ME 2020)
- Mateo Retegui (ME 2024)
- Ruslan Malinovs'kyj (ME 2024)

#### Hráči na Copa América
- Branco (CA 1991 )
- Tomás Rincón (CA 2015)
- Facundo Roncaglia (CA 2015 )
- Tomás Rincón (CA 2016)
- Diego Laxalt (CA 2016)
- Johan Vásquez (CA 2024)

#### Hráči na Africkém poháru národů
- Raouf Bouzaiene (APN 2002)
- Hassen Gabsi (APN 2002)
- Imed Mhadhebi (APN 2002)
- Khaled Badra (APN 2002)
- John Mensah (APN 2002)
- Papa Waigo (APN 2008)
- Masahudu Alhassan (APN 2012)
- Serge Gakpé (APN 2017)

#### Hráči na Olympijských hrách
- Edoardo Mariani (OH 1912)
- Guglielmo Brezzi (OH 1920)
- Renzo De Vecchi (OH 1920)
- Aristodemo Santamaria (OH 1920)
- Enrico Sardi (OH 1920)
- Ottavio Barbieri (OH 1924)
- Luigi Burlando (OH 1924)
- Giovanni De Prà (OH 1924)
- Renzo De Vecchi (OH 1924)
- Delfo Bellini (OH 1928 )
- Giovanni De Prà (OH 1928 )
- Virgilio Felice Levratto (OH 1928)
- Adone Stellin (OH 1948)
- Massimo Briaschi (OH 1984)
- Fabio Galante (OH 1996)
- Domenico Criscito (OH 2008)
- Salvatore Bocchetti (OH 2008)
- Anthony Vanden Borre (OH 2008)
- Diego Polenta (OH 2012)

### Další známí hráči v klubu
- Aldair – (2003/04) reprezentant  medailista z CA 1989 + CA 1995 + CA 1997, OH 1996 a MS 1994 + MS 1998
- Marco Amelia – (2009/10) reprezentant  medailista z OH 2004, ME 21 2004 a MS 2006
- Pietro Arcari – (1936–1939) reprezentant  medailista z MS 1934
- Andrea Bertolacci – (2012–2015, 2017/18) reprezentant  medailista z ME 21 2013
- Cesare Bovo – (2007/08, 2011–2013) reprezentant  medailista z OH 2004, ME 21 2004
- Nicolás Burdisso – (2014–2017) reprezentant  medailista z MS 20 2001, OH 2004, CA 2007
- Diego Capel – (2015/16) reprezentant  medailista z ME 21 2011
- Andrea Caracciolo – (2012) reprezentant  medailista z ME 21 2002 + medailista z ME 21 2004
- Riccardo Carapellese – (1953–1957) reprezentant
- Alessio Cerci – (2016) reprezentant  medailista z ME 21 2009
- Bruno Chizzo – (1940–1942) reprezentant  medailista z MS 1938
- Kévin Constant – (2011/12) reprezentant
- Bruno Conti – (1975/76, 1978/79) reprezentant  medailista z MS 1982
- Hernán Crespo – (2009/10) reprezentant  medailista z OH 1996, CA 2007
- Julio César de León – (2007/08) reprezentant  medailista z CA 2001
- Mattia Destro – (2010/11, 2020–) reprezentant  medailista z ME 21 2013
- Marco Di Vaio – (2007/08) reprezentant
- Igor' Dobrovol'skij – (1991–1993) reprezentant  medailista z OH 1988 a ME 21 1990
- Blerim Džemaili – (2015/16) reprezentant
- Eduardo Carvalho – (2010/11) reprezentant  medailista z ME 2016 + ME 2016
- Stephan El Shaarawy – (2008–2010) reprezentant
- Matteo Ferrari – (2008/09) reprezentant  medailista z ME 2000 + ME 21 2002 + OH 2004
- Andrea Fortunato – (1991, 1992/93) reprezentant
- Sébastien Frey – (2011–2013) reprezentant
- Mario Genta – (1935–1946) reprezentant  medailista z MS 1938
- Alberto Gilardino – (2012, 2013/14) reprezentant  medailista z OH 2004 a ME 21 2004 + MS 2006
- Ciro Immobile – (2013/14) reprezentant  medailista z ME 21 2013
- Kacha Kaladze – (2010–2012) reprezentant
- Juraj Kucka – (2011–2015) reprezentant
- Libero Marchini – (1934/35) reprezentant  medailista z OH 1936
- Diego Milito – (2004–2005, 2008/09) reprezentant  medailista z CA 2007
- Vincenzo Montella – (1995/96) reprezentant  medailista z ME 2000
- Thiago Motta – (2008/09) reprezentant   medailista z ZP 2003 + ME 2012
- Rodrigo Palacio – (2009–2012) reprezentant  medailista z CA 2007 + MS 2014
- Christian Panucci – (1991–1993) reprezentant  medailista z ME 21 1994 + ME 21 1996
- Mattia Perin – (2009–2011, 2013–2018, 2020) reprezentant
- Rafinha – (2010/11) reprezentant  medailista z MS 20 2005 a OH 2008
- Giuseppe Rossi – (2017/18) reprezentant
- John van 't Schip – (1992–1996) reprezentant  medailista z ME 1988
- Guillermo Stábile – (1930–1934, 1935) reprezentant  medailista z MS 1930, CA 1941 + CA 1942 + CA 1945 + CA 1946 + CA 1947 + CA 1955 a CA 1957
- Luca Toni – (2010/11) reprezentant  medailista z MS 2006
- Cristián Zapata – (2019–) reprezentant  medailista z CA 2016

## Česká stopa

### Hráči
- Tomáš Skuhravý (1990–1996)
- Stefan Simič (2012/13)
- Lukáš Zima (2013/14, 2016/18)